# Lunar Flashlight

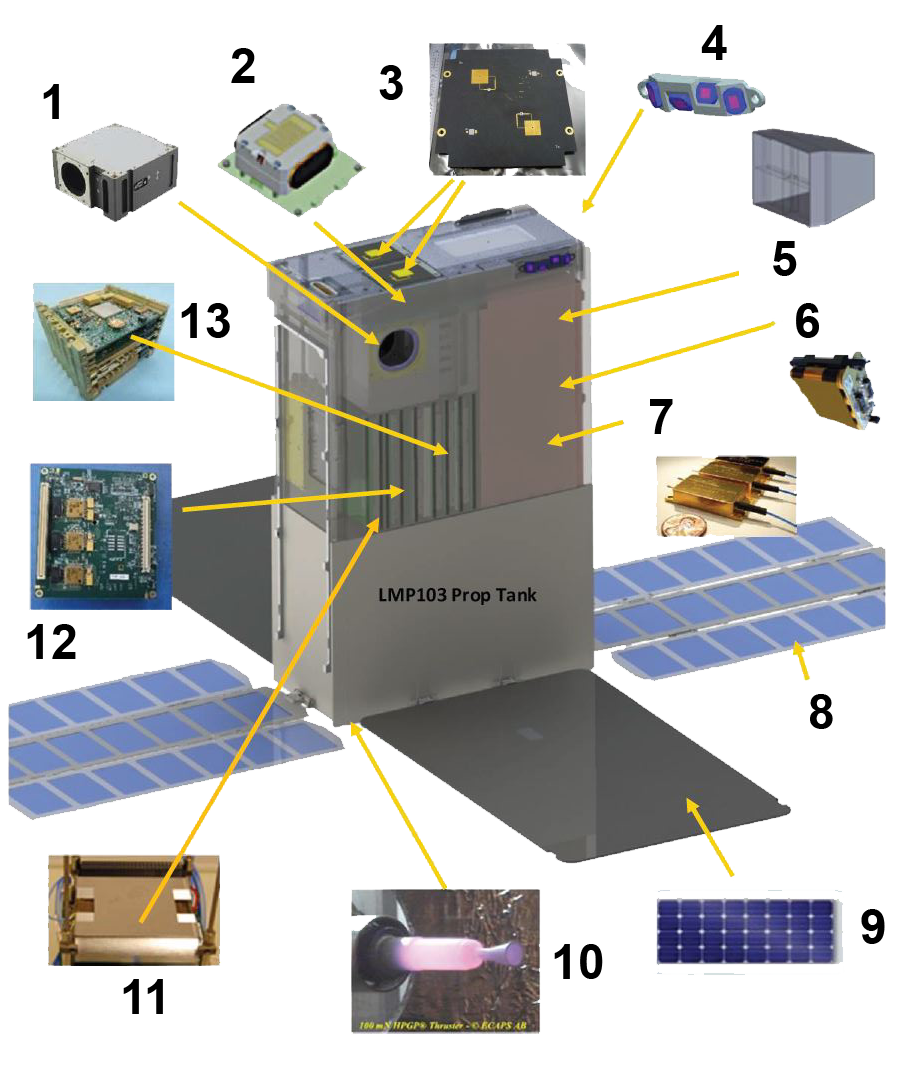
Principaux composants du satellite : 1 1 Viseur d'étoiles - 2 Batterie lithium-ion - 3 Antenne faible gain - 4 Capteur solaire - 5 Réflectomètre - 6 Électronique des lasers - 7 Lasers - 8 et 9 Panneau solaire - 10 Propulsion - 11 Alimentation électrique des lasers - 12 Avionique radiodurcie - 13 Émetteur-récepteur radio Iris.

Lunar Flashlight est un nano-satellite de format CubeSat 6U d'une masse totale de 14 kg sélectionné par la direction des missions habitées de la NASA. Le satellite, développé conjointement par le Centre de vol spatial Marshall avec le Jet Propulsion Laboratory, doit permettre d'évaluer le recours à des satellites miniaturisés pour des missions dans l'espace interplanétaire. Lunar Flashlight embarque un réflectomètre laser qui doit établir une cartographie de l'eau présente dans la région du pôle sud de la Lune en mesurant l’absorption par la surface du rayonnement émis par quatre lasers. Le satellite devait initialement être lancé dans le cadre du premier vol de la fusée Space Launch System (mission Artemis I) planifiée début 2022 mais est ensuite réassigné pour être lancé par une fusée Falcon 9 de SpaceX en tant que charge utile secondaire lors du lancement de l'atterrisseur lunaire Hakuto-R, le lancement a lieu le 11 décembre 2022. Le satellite doit ensuite se placer sur une orbite lunaire fortement elliptique en utilisant sa propulsion chimique pour réaliser sa mission scientifique d'une durée de deux mois mais finit par se mettre en orbite héliocentrique.

## Contexte et objectifs
Au cours des deux dernières décennies, plusieurs missions spatiales ont collecté avec différents types d'instrument des données qui semblent indiquer que de l'eau est présente à la surface de la Lune. Mais du fait des limitations des instruments utilisés, les opinions divergent sur la quantité et la localisation de cette eau et sur le fait que celle-ci pourrait être utilisée pour des applications de type ISRU. Lunar Flashlight a pour objectif de détecter, quantifier et cartographier l'eau présente dans les zones des régions polaires situées en permanence à l'ombre (intérieur de certains cratères, catégorisés comme cratères d'obscurité éternelle) en particulier là où la température est inférieure à 110 kelvins qui constitue la limite inférieure des phénomènes de sublimation. L'objectif final est de déterminer le potentiel de ces ressources pour de futures explorations spatiales avec ou sans équipage. 

## Caractéristiques techniques
Lunar Flashlight est un nano-satellite de format CubeSat 6U, c'est-à-dire que ses dimensions, sa masse et plusieurs de ses caractéristiques sont imposées par ce standard. C'est un parallélépipède rectangle de 10 × 20 × 30 cm avant déploiement de ses appendices (panneaux solaires, antennes, ...) et sa masse est de 14 kg dont 1,5 kg pour les ergols utilisés par la propulsion. Pour remplir sa mission, le satellite est stabilisé 3 axes à l'aide d'un système acquis sur étagère comprenant un viseur d'étoiles, quatre capteurs solaires, une centrale à inertie et des roues de réaction. Le CubeSat dispose de quatre panneaux solaires, déployés en orbite, dont deux sont stockés repliés sur eux-mêmes. Ils fournissent environ 51,2 watts en fin de mission. Une batterie lithium-ion d'une capacité de 6,2 Ah. L'instrument qui constitue la charge utile est utilisé à chaque orbite durant trois minutes et consomme alors environ 400 watts. Cette énergie est fournie par des condensateurs à grande capacité qui se rechargent durant le reste de l'orbite. Les télécommunications sont réalisées à l'aide de l'émetteur récepteur Iris développé par le JPL et déjà embarqué sur d'autre missions. Le débit vers la Terre de cet émetteur, qui fonctionne en bande X, est de 256 kilobits/s avec une antenne parabolique réceptrice de 34 mètres de diamètre (pour 8 kilobits/s en liaison montante). Le système de gestion bord est pris en charge par un ordinateur embarqué utilisant un microprocesseur LEON3-FT radiodurci.

## Propulsion
Pour remplir sa mission, Lunar Flashlight doit s'insérer en orbite autour de la Lune en abaissant progressivement son périgée, ce qui nécessite de disposer d'une propulsion capable de fournir un delta-V relativement important. Le satellite utilise pour y parvenir une propulsion chimique fournie par la société VACCO constituée par 4 moteurs-fusées d'une poussée de 100 millinewton avec une impulsion spécifique de 200 secondes. L'ergol hypergolique utilisé est du dinitramide d'ammonium déjà utilisé sur le satellite suédois Prisma. Le satellite emporte 2 kg d'ergols qui lui permettent d'accélérer (Δv) de 237 m/s.

## Instrument scientifique embarqué
Lunar Flashlight emporte un réflectomètre laser multi-fréquences qui comprend un récepteur optique et 4 lasers émettant dans des fréquences différentes toutes situées dans la bande spectrale du proche infrarouge. Deux des longueurs d'onde choisies correspondent à des raies d'absorption de l'eau (1,495 micromètre et 1,99 micromètre) tandis que les deux autres (1,064 et 1,85 micromètre) se situent dans la continuité. La longueur d'onde 1,064 micromètre a été choisie parce qu'elle permet de comparer les mesures avec celles effectuées par LOLA, l'altimètre laser de la sonde spatiale Lunar Reconnaissance Orbiter. Il est prévu à l'origine qu'à chaque survol du pôle sud à une altitude comprise entre 12,6 et 52,4 km, au périgée de l'orbite de 12 heures, les quatre lasers fonctionnent les uns après les autres durant 1 milliseconde puis tous ensemble durant 1 milliseconde. Cette séquence se répète durant 3 minutes puis l'orbiteur lunaire s'éloigne avant de survoler à nouveau le pôle Sud 12 heures plus tard. Le fonctionnement simultané des quatre lasers permet de mesurer le bruit. Pour éliminer celui-ci, les mesures de chaque laser sont sommées sur une durée déterminée par la résolution spatiale attendue. L'objectif est d'identifier la présence de glace d'eau lorsqu'elle représente plus de 0,5% de la masse totale et d'effectuer cette cartographie avec une résolution spatiale de 1 à 2 km (critère de succès minimum : 10 km). La quantité d'eau sera mesurée dans une région du pôle sud dont la latitude est comprise entre 0 et 10°,.  

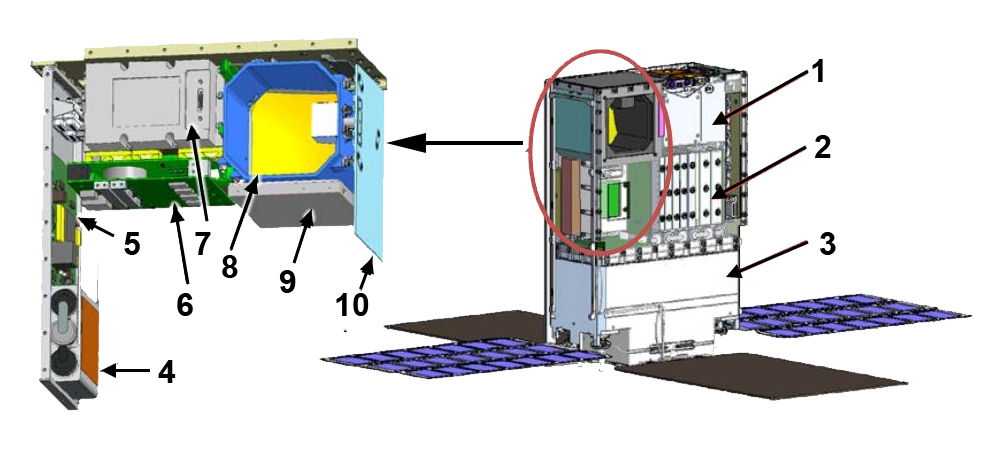
Détail des composants du réflectomètre laser : 1 Viseur d'étoiles - 2 Batterie, télécommunications, gestion des données et des commandes - 3 Système propulsif - 4 Batteries des lasers - 5 Électronique de l'instrument- 6 Condensateurs, gestion de l'énergie - 7 Lasers - 8 Récepteur optique 9 Électronique du récepteur - 10 Réfrigérateur du détecteur.

## Déroulement de la mission
Lunar Flashlight a été lancé par un lanceur Falcon 9 le 11 décembre 2022 et envoyé vers une orbite de transfert lunaire. Lunar Flashlight utilise sa propulsion pour tenter de s'insérer en orbite lunaire sur une orbite très elliptique puis pour abaisser son périgée de manière à survoler à basse altitude le pôle sud. 
En raison d'une défaillance du système de propulsion de l'engin, due possiblement à des débris obstruant les conduites de carburant, provoquant une poussée réduite et incohérente, Lunar Flashlight n'a pas pu entrer en orbite autour de la Lune et la NASA décide de mettre fin à la mission le 12 mai 2023. L'engin reste opérationnel sur une orbite héliocentrique. 
L'ordinateur de vol Sphinx, inédit, de Lunar Flashlight - un ordinateur à faible puissance développé par le Jet Propulsion Laboratory pour résister aux radiations de l'espace lointain - et la radio Iris améliorée du vaisseau spatial ont bien fonctionné et dépassé les attentes.
Lunar Flashlight revient vers la Terre et la survole avec une approche rapprochée de 65 000 kilomètres le 17 mai et continuera sa route ensuite dans l'espace lointain pour orbiter autour du Soleil. 
La phase scientifique de la mission aurait dû durer 2 mois.

### Documents de référence
- (en) Quentin. Vinckier et al., « System performance modeling of the Lunar Flashlight », 49th Lunar and Planetary Science Conference 2018,‎ 2018 (lire en ligne)